# Sanicula rugulosa
Sanicula rugulosa är en flockblommig växtart som beskrevs av Friedrich Ludwig Diels. Sanicula rugulosa ingår i släktet sårläkor, och familjen flockblommiga växter. Inga underarter finns listade i Catalogue of Life.